# Pleione forrestii
Pleione forrestii là một loài thực vật thuộc họ Orchidaceae. Loài này có từ Trung Quốc (phía tây bắc Vân Nam) tới phía bắc Myanmar.

## Hình ảnh

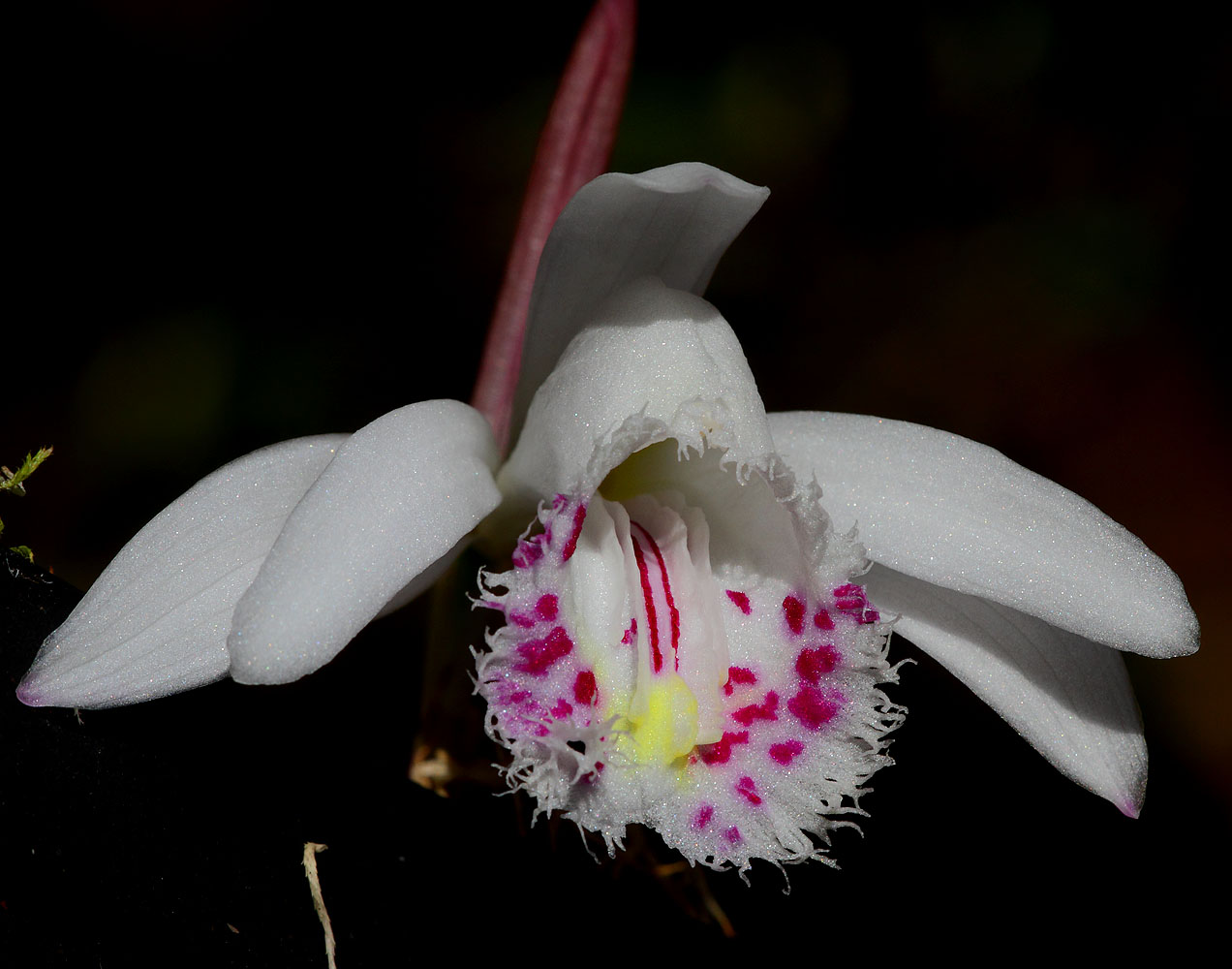